# Tolstaja Mogila
Il Tovsta Mogyla (in ucraino Товста Могила, in russo Толстая Могила, "la grossa tomba") era un kurgan, un tumulo funerario della fine del IV secolo a.C., situato nei pressi della città di Pokrov, lungo il corso del fiume Dnipro, che conteneva le spoglie di un re, di una sua moglie e di un bambino, probabilmente un loro figlio.
Questi kurgan erano tipici dei cosiddetti Sciti Reali, l'aristocrazia dominante della società scita.

## Scavi
Il kurgan scavato nel 1971 dall'archeologo Mozolvskij è inserito in un vasto parco archeologico che comprende venti kurgan risalenti alle età del ferro e del bronzo, vicino a Ordžonikidze lungo il corso del Dnepr nel distretto di Dnepropetrovsk.
Lo splendore e la quantità degli oggetti d'oro contenuti, oltre alla presenza nell'area di altri kurgan altrettanto ricchi, come i Khomina Mogila e Strašnaia Mogila,  fanno ritenere che la regione fosse abitata dagli Sciti reali..

La fonte antica più autorevole sui kurgan e sui riti funebri degli sciti reali è data dall'opera le Storie di Erodoto, che l'archeologia ha confermato pienamente.
(Erodoto, Storie, IV, 71, 1 e 5, op. cit. in bibliografia.)

## Kurgan
Il kurgan Tolstaja Mogila, che risale al IV secolo a.C., era una tomba reale costruita per esaltare la potenza del proprio ospite, un re, e della sua stirpe di cui costituiva, in definitiva, una espressione politica.
Il kurgan ha una base circolare con un diametro di circa settanta metri e un'altezza di oltre otto metri; contiene, in posizione ipogea, una camera sepolcrale principale con adiacenti due fosse e una camera secondaria.

La struttura del kurgan e gli oggetti contenuti, prevalentemente aurei,
(G. L. Bonora, op. cit. in note.)
La camera principale costituiva la sepoltura del re mentre quella secondaria conteneva i corpi di una donna, forse una moglie, e di un bambino in tenera età, probabilmente il figlio.
Le due fosse adiacenti alla camera principale contenevano i cadaveri di tre soggetti di sesso maschile e di sette cavalli, oltre una serie di oggetti d'oro, che ornavano uno dei tre cadaveri e un cavallo e di alcune armi. Questo gruppo costituiva probabilmente una sorta di scorta reale.
In prossimità della sepoltura secondaria erano stati posti i cadaveri di un'ancella e di tre soggetti maschi, uccisi per strangolamento e per percussione, secondo il rituale scita.

## Corredo
Il ricchissimo corredo d'oro contenuto nel kurgan si caratterizza per l'eccezionale finezza della fattura; particolarmente significativi sono gli ornamenti aurei che ornavano il bambino, del tutto simili a quelli degli adulti, solamente più piccoli.
La qualità e la quantità dei reperti, superstiti ai precedenti saccheggi, testimoniano l'elevato status del re. 
Il feretro della principessa, che era ornato da una collana, da bracciali e da anelli d'oro, era addobbato con un alto copricapo e una lunga tunica impreziositi da brattee e lamine d'oro. Tutte le dita erano inanellate e anche le calze avevano delle lamine d'oro. 
Dalla ricostruzione della sepoltura della principessa e dagli ornamenti che coprivano il re e il bambino si possono intendere l'importanza dei reperti sotto l'aspetto storico-archeologico e, oltre la bellezza degli oggetti in sé, la grande perizia tecnico-artistica degli artigiani sciti.
Particolarmente raffinato e tecnicamente eccellente il pettorale d'oro del re.

### Fonti antiche
- Erodoto. Le storie. A. Colonna, F. Bevilacqua (a cura). Torino, UTET, 2006. ISBN 8802074178.

### Fonti moderne
- Franco Marzatico (et al.). Ori dei cavalieri delle steppe. Cinisello Balsamo, Silvana Editoriale, 2007.

- Bruno Genito (a cura di). The archaeology of the steppes: methods and strategies. Atti dall'International Symposium, Napoli 9-12 November 1992.